# Тимотеј II Елур
Патријарх Тимотeј II Александријски (умро 477.), такође познат као Αιλουρος (од грчког мачка због његове ситне грађе или у овом случају вероватно „ласица“), успео је два пута да потисне халкидонске александријске патријархе. Изабран је после смрти у егзилу Диоскопа Александријског 454. од стране миафизитских опонената Четвртог васељенског сабора и одмах је отишао у илегалу. Након што је Протерије Александријски постављен на место патријарха после савета, убијен на Тимотејев подстрек у крстионици током Ускрса. Тимотеј се враћа у Александрију као патријарх.
Године 460, цар га је протерано из Александрије и поставио халкидонца Тимотеја III за патријарха. Устанак 475. године вратио је Тимотеја II у Александрију, где је био на месту патријарха све до смрти.